# Arteria fibular
La arteria fibular o peronea es una arteria que se origina en la arteria tibial posterior o en el llamado tronco tibioperoneo, la cual proporciona sangre al compartimento lateral de la pierna.

## Trayecto
Se desprende de la arteria tibial posterior en la parte superior de la pierna, justo bajo la rodilla, a unos 2,5 cm bajo el borde inferior del músculo poplíteo. Se dirige oblicuamente hacia la fíbula, y luego desciende, sobre la membrana interósea de la pierna, por la porción profunda del compartimento posterior de la pierna, dentro de un canal fibroso entre el músculo tibial posterior y el músculo flexor largo del dedo gordo, o en la sustancia del segundo músculo, a lo largo de la cara medial de la fíbula. Da algunas ramas gruesas para los músculos de la región. Emite una rama perforante para los compartimentos lateral y anterior de la pierna; también emite la arteria nutricia peronea. Finalmente pasa tras la sindesmosis tibiofibular y se divide en ramas calcáneas laterales que se distribuyen hacia las superficies lateral y posterior del calcáneo.
Está cubierta, en la parte superior de su trayecto, por el músculo sóleo y la fascia transversa profunda de la pierna, y en la parte inferior, por el músculo flexor largo del dedo gordo. Está acompañada por pequeñas venas (venas comitantes), conocidas como venas fibulares.

## Ramas
El Diccionario enciclopédico ilustrado de medicina Dorland, 27.ª edición, cita las siguientes ramas (entre los artículos «arteria fibular» y «arteria peronea»):
Ramas colaterales:
- Rama perforante.[1] Se dirige hacia la arteria maleolar anterior lateral.
- Rama comunicante.[1] Se dirige hacia la arteria tibial anterior.

- Arteria nutricia del peroné.[1]
- Ramas musculares para los músculos sóleo y tibial posterior.[1]

- Ramos maleolares laterales o externos.[1] Colaterales que riegan la cara externa del tobillo y emiten ramas calcáneas para las porciones externa y posterior del talón.
- Ramos maleolares mediales o internos.[1] Colaterales que riegan la cara interna del tobillo y emiten ramas calcáneas para las porciones interna y posterior del talón. La TA ordena estas ramas como procedentes de la arteria tibial posterior.
- Rama calcánea.[1] Irriga las porciones externa y posterior del talón.

Ramas terminales:
- Arteria peronea anterior.[1]
- Arteria peronea posterior.[1]

### Ramas en la Terminología Anatómica
La Terminología Anatómica enumera las siguientes ramas:
A12.2.16.072 Rama perforante de la arteria fibular (ramus perforans arteriae fibularis).
A12.2.16.073 Rama comunicante de la arteria fibular (ramus communicans arteriae fibularis).
A12.2.16.074 Ramas maleolares laterales de la arteria fibular (rami malleolares laterales arteriae fibularis).
A12.2.16.075 Ramas calcáneas de la arteria fibular (rami calcanei arteriae fibularis).
A12.2.16.076 Red calcánea (rete calcaneum).
A12.2.16.077 Arteria nutricia peronea (arteria nutricia fibulae).

## Distribución
Se distribuye hacia la porción externa y posterior del tobillo y los músculos profundos de la pantorrilla.

## Nomenclatura
La Terminología Anatómica, nomenclatura anatómica estándar internacional, establece que tanto los nombres derivados del término griego fibula (arteria fibular) como los de perone (arteria peronea) son aceptables, pero lista los nombres derivados de fibula como opciones preferentes.

## Imágenes adicionales

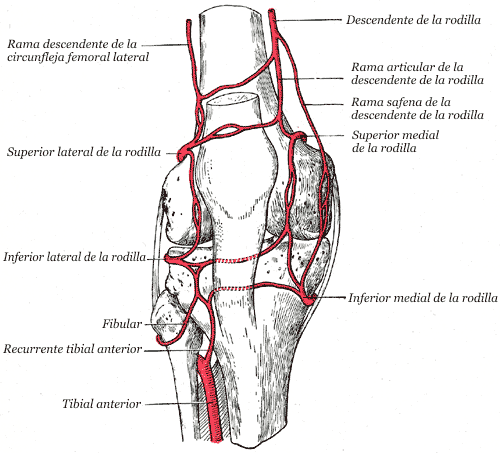
Arterias de la rodilla: anastomosis circumpatelar.